# Việt Nam sử lược
Việt Nam sử lược (chữ Nho: 越南史略) là tác phẩm do nhà sử học Trần Trọng Kim biên soạn năm 1919. Sách được xuất bản lần đầu tiên vào năm 1920 và được tái bản rất nhiều lần, có lúc đã được dùng làm sách giáo khoa dưới thời Pháp thuộc và Việt Nam Cộng hòa cho tới năm 1975, về sau vẫn tiếp tục được tái bản.
Tác phẩm này là cuốn sách lịch sử Việt Nam đầu tiên viết bằng chữ quốc ngữ, hệ thống lại toàn bộ lịch sử nước Việt (cho đến thời Pháp thuộc). Đây là cuốn sách sử Việt đầu tiên không viết theo lối biên niên, cương mục, ngôn từ khó hiểu của sách sử Việt thời phong kiến, nên được giới bình dân đón nhận do ngắn gọn, súc tích và dễ hiểu. Tuy nhiên, về mặt chuyên môn, do biên soạn trong thời gian quá ngắn, lại chỉ do một mình Trần Trọng Kim biên soạn nên sách cũng có nhiều chi tiết sai sót, gây hiểu lầm cho người đọc; về sau tác giả đã 2 lần hiệu đính lại nhưng vẫn còn rất nhiều sai sót (phần lớn người đọc cuốn sách này là dân thường, chỉ có kiến thức sơ lược về lịch sử nên không nhận ra những lỗi sai đó, có một dạo cuốn sách còn từng được dùng làm sách giáo khoa nên đã dẫn đến nhiều hiểu lầm về lịch sử trong người dân). Mặt khác, sách viết vào thời Pháp thuộc nên chịu sự khống chế của thực dân Pháp, hơn nữa Trần Trọng Kim lại là người có tư tưởng phong kiến bảo hoàng, do vậy sách có nhiều đánh giá thiếu khách quan về các nhân vật, sự kiện, triều đại.

## Nhận xét
Cuốn sách được viết vào thời kỳ Pháp đang đô hộ Việt Nam, Trần Trọng Kim cũng từng làm quan cho chính quyền thực dân Pháp nên một số quan điểm, nhận định có tính bênh vực cho thực dân Pháp. Khi viết về giai đoạn Pháp đô hộ (Trần Trọng Kim nói tránh đi là "bảo hộ"), cuốn sách không nói đến sự bóc lột, áp bức của thực dân Pháp. Một số người Việt cộng tác với Pháp, giúp Pháp đánh dẹp các khởi nghĩa yêu nước chống Pháp như Nguyễn Thân, Hoàng Cao Khải (mà người đương thời đều coi là Việt gian) thì sách lại viết tránh đi là "tuân mệnh triều đình" đi "tiễu loạn" (dù ai cũng rõ triều đình nhà Nguyễn khi đó chỉ còn là bù nhìn cho Pháp mà thôi). Các cuộc khởi nghĩa chống Pháp và các sĩ phu yêu nước, như Trận Kinh thành Huế 1885 của Tôn Thất Thuyết thì Trần Trọng Kim lại phê phán đó là "làm loạn". Sau thời Pháp thuộc, nhà sử học Trần Huy Liệu, Trưởng Ban Nghiên cứu Lịch sử, Địa Lý, Văn Học kiêm Chủ nhiệm Tạp chí Nghiên cứu Lịch sử, đã viết một bài tựa đề "Bóc trần quan điểm thực dân, phong kiến Trọng Kim" đăng trong Tạp chí Nghiên cứu Lịch sử số 4 năm 1955, trong đó ông đã phê phán cuốn Việt Nam sử lược là "nặng quan điểm thực dân"

### Những lỗi sai về thời gian, địa điểm, nhân vật
Việt Nam sử lược có văn phong dễ hiểu và ngắn gọn, thích hợp với đại chúng. Tuy nhiên, do là "sử lược" nên tác giả bỏ qua nhiều sự kiện và nhân vật, chỉ tập trung vào những nét chính.
Ngoài ra, có những hạn chế về tìm kiếm tư liệu, lại chỉ do một mình Trần Trọng Kim biên soạn nên cuốn sách có khá nhiều những chi tiết sai về địa điểm, nhân vật. Trong sách có tất cả 189 chú thích của Trần Trọng Kim, có nhiều địa danh, nhân vật bị chú thích sai. Đã vậy, cuốn sách có một thời gian được dùng làm sách giáo khoa ở miền Nam, về sau lại được tái bản nhiều lần, nhiều người đọc và tin theo nên dẫn tới nhiều hiểu lầm về lịch sử.
Có thể liệt kê ra một số lỗi sai:
- Sách cho rằng mở đầu thời kỳ Hùng Vương là vào năm 2879 TCN, con số này Trần Trọng Kim đã chép lại y hệt các bộ sử thời phong kiến (dù tác giả phê thêm "truyện đời Hồng Bàng không chắc là truyện xác thực"). Các phát hiện khảo cổ cho thấy nhà nước Văn Lang mới chỉ xuất hiện khoảng thế kỉ VII TCN.
- Sách ghi rằng An Dương Vương lên ngôi năm 258 TCN. Mốc này hiện nay đã được tính toán lại (mốc thực muộn hơn khoảng 50 năm).
- Trần Trọng Kim đã vẽ sai bản đồ Trung Quốc thời nhà Tần (ông vẽ sai đường đi của Vạn lý trường thành, đánh dấu vị trí thành Trường An dù lúc đó địa danh này chưa tồn tại)
- Sách viết Thành Cát Tư Hãn truyền ngôi cho người con thứ ba là "A-loa đài" (Agotai). Thực ra sách đã viết sai tên, người con này là Oa Khoát Đài (Ogotai)
- Phần nói về vua Trần Duệ Tông liên quan đến Chiêm Thành có chú thích: “Thành Đồ Bàn bây giờ hãy còn di tích ở huyện Tuy Viễn, tỉnh Khánh Hòa”. Huyện Tuy Viễn dưới triều Nguyễn thuộc tỉnh Bình Định chứ không phải thuộc tỉnh Khánh Hòa. Hoặc chú thích “Trường Thi thủa bấy giờ ở làng Đa Chữ cách Kinh thành 10 cây số”, ở Thừa Thiên chỉ có làng La Chữ chứ không có làng Đa Chữ.
- Sách viết về Lê Long Đĩnh là "Vì lúc sống dâm dục quá độ, mắc bệnh không ngồi được, đến buổi chầu thì cứ nằm mà thị triều, cho nên tục gọi là Ngọa triều". Thực ra, việc Long Đĩnh không ngồi được có thể là do bệnh trĩ, việc dâm dục quá độ không thể khiến người ta "không ngồi được".
- Sách ghi rằng Trần Hưng Đạo làm thái sư. Sự thực, Trần Hưng Đạo chưa từng làm Thái sư, Thái úy hoặc Tướng quốc. Chức Thái sư khi đó là của Trần Quang Khải.
- Sách cũng ghi rằng Trần Anh Tông gọi Trần Hưng Đạo là Thượng phụ khi thăm ông lúc ốm nặng, nhưng Đại Việt sử ký toàn thư không hề ghi lại như vậy. Đó chỉ là câu vua đề tặng ở miếu thờ của Trần Hưng Đạo mà thôi.
- Sách viết tên của Trần Giản định đế là "Trần Quỹ". Thực ra, tên của Giản định đế là Trần Ngỗi
- Trần Trọng Kim đã dịch sai hai câu quan trọng trong Bình Ngô đại cáo, đó là hai câu "...Từ Đinh, Lê, Lý, Trần, gây nền độc lập..." (nguyên gốc phải là "...Từ Triệu, Đinh, Lý, Trần, gây nền độc lập...")
- Sách viết vua Lê Thái Tông khi thăm Côn Sơn, thấy người hầu Nguyễn Trãi là Nguyễn Thị Lộ có tài sắc, bèn bắt theo hầu. Sự thực, Nguyễn Thị Lộ là vợ lẽ Nguyễn Trãi và là nữ quan của nhà Lê, đã biết vua Lê từ trước, không phải người hầu như sách viết.
- Sách viết "Trần Cao" khởi nghĩa chống lại nhà Lê, thực ra đó là Trần Cảo.
- Sách viết vua Sùng Trinh nhà Minh bị quân Lý Tự Thành giết. Thực ra, Sùng Trinh đã tự sát.
- Sách lầm tưởng rằng Nguyễn Lữ là anh Nguyễn Huệ.
- Sách viết “Năm 1927, ở vùng Nghệ – Tĩnh có cuộc phiến động gây ra bởi Đảng Cộng sản do Nguyễn Ái Quốc cầm đầu". Thực ra, năm 1927 chưa hề có Đảng Cộng sản Việt Nam, và Xô viết Nghệ – Tĩnh xảy ra năm 1930–1931.

### Lỗi về dùng tài liệu
Việc biên soạn Việt Nam sử lược có nhiều sai sót trong việc dùng tài liệu, làm cho người đọc tin nhầm hoặc hiểu sai bản chất của sự kiện, sự việc. Có hai vấn đề trong sách: Đưa tư liệu không có xuất xứ, hoặc đưa tư liệu ít có giá trị. Sách dày khoảng 600 trang nhưng chỉ có 189 chú thích, nên có nhiều thông tin, số liệu không rõ Trần Trọng Kim lấy từ đâu. Có thể dẫn ra một số chi tiết:
- Sách viết Trọng Thủy do thương xót vợ là Mị Châu nên đã nhảy xuống cái giếng ở trong Loa thành mà tự tử. Trần Trọng Kim hoàn toàn dựa theo truyền thuyết dân gian để ghi lại chuyện này, còn thực ra trong sử sách không hề ghi lại việc Trọng Thủy tự tử (các phân tích gần đây cho thấy Trọng Thủy còn sống thêm nhiều năm và có con cái).
- Sách chép nhà Minh "phái 5.000 quân đưa Trần Thiêm Bình về nước", điều này mâu thuẫn với Đại Việt sử ký toàn thư (ghi là 10 vạn). Nhưng điều này trùng với Minh thực lục, chép rằng Hoàng Trung dẫn 5000 binh.
- Sách viết Nguyễn Nhạc trước làm biện lại, nhưng vì tính hay đánh bạc, tiêu mất cả tiền thuế, sợ phải tội nên bỏ đi vào rừng làm giặc. Đây là thông tin quan trọng, nhưng Trần Trọng Kim lại không ghi thông tin này được lấy từ đâu, nhiều người cứ thế tin theo. Các nhà sử học ngày nay thì đánh giá rằng thông tin này chỉ là do sử nhà Nguyễn bịa ra để hạ uy tín nhà Tây Sơn mà thôi.
- Sách viết về việc nhà Nguyễn cấm đạo Thiên Chúa rằng “… Sách Tây chép rằng, chỉ từ đầu tháng 6 đến cuối tháng 8 (năm 1885?) có 8 cố (đạo) và hơn 2 vạn người bị giết”. Đây là sự kiện, con số gây kích động rất lớn, nhưng Trần Trọng Kim lại không ghi "Sách Tây" này là sách nào, của tác giả nào, vào năm nào, ghi lại ở địa phận nào tại Việt Nam. Người đọc sau này muốn kiểm chứng cũng không được[2].

### Những đánh giá thiếu khách quan
Hạn chế cơ bản nhất của Việt Nam sử lược là, tác giả đứng trên lập trường quan điểm của sử gia phong kiến mạt kỳ và lập trường chủ nghĩa thực dân để viết bộ sử này. Do đó, tác phẩm có nhiều ý kiến bao biện cho cuộc xâm chiếm, đô hộ của thực dân Pháp và chính quyền bù nhìn nhà Nguyễn.
Cuốn sách được viết vào thời kỳ Pháp đang đô hộ Việt Nam nên một số quan điểm, nhận định có tính bênh vực cho thực dân Pháp. Ví dụ, về việc Pháp tấn công Việt Nam, Trần Trọng Kim quy trách nhiệm là do vua Tự Đức cấm đạo Thiên Chúa: "Sức đã không đủ giữ nước mà cứ làm điều tàn ác. Đã không cho người ngoại quốc vào buôn bán, lại đem làm tội những người đi giảng đạo. Bởi thế nước Pháp và nước Tây Ban Nha mới nhân cớ ấy mà đánh nước ta vậy.", "Ấy cũng tại vua quan mình làm điều trái đạo, giết hại những người theo đạo Gia Tô cho nên mới có tai biến như vậy", và rằng “Đối với những nước ngoại dương, thì (nhà Nguyễn) thường hay gây nên sự bất hòa, làm cho nước Pháp phải dùng binh lực để bênh vực quyền lợi của mình. Vì những chính sách ấy cho nên mới thành ra có cuộc Bảo hộ ngày nay”. Những nhận xét này không xác đáng, có ý che đi tiếng xấu cho Pháp và đổ hết trách nhiệm cho nhà Nguyễn, bởi việc thực dân Pháp đánh Việt Nam là do muốn mở rộng thuộc địa, dù Tự Đức không cấm đạo Thiên Chúa thì Pháp vẫn sẽ dùng cớ khác để tấn công Việt Nam. Ngoài ra, đạo Công giáo thời đó cũng có thái độ hung hăng, gây ra xung đột với đạo đức truyền thống của người Việt, như cố đạo Alexandre de Rhodes từng phỉ báng Đức Phật Thích Ca là “thằng hay dối” trong Phép giảng tám ngày, nên việc cấm đạo của nhà Nguyễn cũng có lý do hợp lý của nó.
Trần Trọng Kim sai lầm khi cho rằng dân Việt Nam vốn kém văn minh nên cần phải có các dân tộc khác văn minh hơn đến "khai hoá", việc chống lại sự khai hoá của Pháp đã dẫn đến chiến tranh. Khi viết về giai đoạn Pháp đô hộ (Trần Trọng Kim nói tránh đi là "bảo hộ"), cuốn sách chủ yếu chỉ nói việc Pháp xây dựng các công trình, không nói đến sự bóc lột, áp bức của thực dân Pháp. Một số người Việt cộng tác với Pháp, giúp Pháp đánh dẹp các khởi nghĩa yêu nước chống Pháp như Nguyễn Thân, Hoàng Cao Khải (mà người đương thời đều coi là Việt gian) thì sách lại viết tránh đi là "tuân mệnh triều đình" đi "tiễu loạn" (dù ai cũng rõ triều đình nhà Nguyễn khi đó chỉ còn là bù nhìn cho Pháp mà thôi). Các cuộc khởi nghĩa chống Pháp và các sĩ phu yêu nước, như Trận Kinh thành Huế 1885 của Tôn Thất Thuyết thì Trần Trọng Kim lại phê phán đó là "làm loạn". Điều này cũng dễ hiểu khi Trần Trọng Kim có xuất thân từ giai cấp phong kiến, lại du học nhiều năm trên đất Pháp, học trong các trường của chính quyền thực dân Pháp, sau lại ra làm quan cho chính quyền thực dân, nên khó tránh khỏi quan điểm bênh vực thực dân Pháp như vậy.
Trần Trọng Kim là người có tư tưởng bảo hoàng cực kỳ mạnh, có khi tới mức cực đoan. Do vậy, sách có những đánh giá thiếu khách quan về một số nhân vật, triều đại:
- Trong cuốn sách, Trần Trọng Kim xếp các nhà Hồ, nhà Mạc là "nguỵ triều" và phê phán gay gắt bởi các triều đại này đã tiếm ngôi của triều đại trước. Rõ ràng đây là cách đánh giá thiếu khách quan, vì nhà Lý, nhà Trần, nhà Nguyễn cũng được thành lập dựa trên việc tiếm ngôi của triều đại trước, nhưng lại không bị Trần Trọng Kim đánh giá gay gắt như vậy.
- Trần Trọng Kim giải thích các cuộc khởi nghĩa nông dân là do những người thi làm quan không đỗ nên bất mãn, xúi giục người dân nổi lên chống lại triều đình. Ông chưa nhận thức được rằng nguyên nhân của các cuộc khởi nghĩa đó là do đông đảo người dân bất bình với sự cai trị của triều đình.
- Từ năm 1946 đến khi qua đời (1953), Trần Trọng Kim viết thêm một đoạn nhỏ từ năm 1927 đến vua Bảo Đại phải thoái vị và nhường quyền cho Việt Minh (năm 1945). Ông viết "đến ngày mồng 9-3-1945, quân Nhật đánh quân Pháp và giao quyền nội trị lại cho vua Bảo Đại. Được mấy tháng thì quân Đồng Minh thắng trận, Nhật Bản đầu hàng. Đảng Việt Minh dưới quyền lãnh đạo của Nguyễn Ái Quốc-đổi tên là Hồ Chí Minh thừa cơ nổi lên cướp quyền, vua Bảo Đại phải thoái vị và nhường quyền cho đảng Việt Minh."

## Bố cục
Trong bộ sách Việt Nam sử lược này, tác giả chia lịch sử Việt Nam ra làm 5 thời đại:
- Thượng Cổ thời đại, kể từ họ Hồng Bàng cho đến hết đời nhà Triệu.
- Bắc Thuộc thời đại, kể từ khi nhà Triệu bị nhà Hán đô hộ, đến ngay trước đời nhà Ngô.
- Tự Chủ thời đại, kể từ nhà Ngô, nhà Đinh, nhà Tiền Lê, nhà Lý, nhà Trần cho đến nhà Hậu Lê.
- Nam Bắc phân tranh, kể từ khi nhà Mạc cho đến nhà Tây Sơn.
- Cận Kim thời đại, kể từ nhà Nguyễn cho đến đầu thế kỷ XX (1902) và manh nha chiến tranh Đông Dương.

## Sách tham khảo của tác phẩm

### Sách chữ Nho và chữ Quốc Ngữ
1- Đại Việt sử ký toàn thư - Ngô Sĩ Liên
2- Khâm định Việt sử thông giám cương mục
3- Trần triều thế phổ hành trang
4- Bình Nguyên công thần thực lục
5- Hoàng Lê nhất thống chí
6- Lịch triều hiến chương - Phan Huy Chú
7- Đại Nam thực lục tiền biên
8- Đại Nam thực lục chính biên
9- Đại Nam thống chí
10- Đại Nam chính biên liệt truyện
11- Đại Nam điển lễ toát yếu - Đỗ Văn Tâm
12- Minh Mệnh chính yếu
13- Quốc triều sử toát yếu - Cao Xuân Dục
14- Thanh triều sử ký
15- Trung Quốc lịch sử
16- Hạnh Thục ca- Nguyễn Nhược Thị

### Sách tiếng Pháp
1- Cours d' Histoire Annamite- Trương Vĩnh Ký
2- Notion d' Histoire d'Annam- Maybon et Ruissier
3- Pays d' Annam- E. Luro
4- L'Empire d' Annam- Gosselin
5- Abrégé de l'Histoire d'Annam- Shreiner
6- Histoire de la Cochinchine- P. Cultru
7- Les Origin du Tonkin- J.Dupuis
8- Le Tonkin de 1872 à 1866- J.Dupuis
9- La Vie de Monseigneur Puginier- E. Pouvet
10- L'insurrection de Gia Định- J. Silvestre

## Thông tin thêm
Trần Trọng Kim có dự định viết thêm một cuốn sử tiếp theo cuốn Việt Nam sử lược (VNSL), nhưng không thành, theo như ông viết trong VNSL:
"Trước tôi đã dự bị viết một quyển sử nối theo sách này. Tôi đã thu nhặt được rất nhiều tài liệu. Chẳng may đến cuối năm Bính Tuất (1946) có cuộc chiến tranh ở Hà Nội, nhà tôi bị đốt cháy, sách vở mất sạch, thành ra đành phải bỏ quyển sử ấy không làm được nữa".
Tại Trung Quốc, năm 1992, Bắc Kinh thương vụ ấn thư quán xuất bản sách Việt Nam sử lược bản tiếng Trung với tựa đề Việt Nam thông sử (越南通史), dịch giả chủ biên là sử gia Đới Khả Lai. Lý do không giữ tên gốc Việt Nam sử lược (越南史略) được dịch giả giải thích là dựa theo các bản sách năm 1958 với tên tiếng Pháp là Histoire du Việt-Nam và căn cứ theo nội dung sách.